# Ghiacciaio Thyer
Il ghiacciaio Thyer è un ghiacciaio situato sulla costa occidentale della Terra di Enderby, in Antartide. Il ghiacciaio si trova in particolare a sud delle montagne di Raggatt, tra il monte Maslen e il monte Lira, dove flusice dapprima verso ovest e poi verso nord-ovest per poi unire il proprio flusso a quello del ghiacciaio Rayner, poco a nord del monte Yuzhnaya.

## Storia
Il ghiacciaio Thyer è stato avvistato per la prima volta nel 1956 durante una ricognizione aerea effettuata nel corso di una delle spedizioni di ricerca antartica australiane. In seguito il ghiacciaio è stato mappato e così battezzato dal Comitato australiano per i toponimi e le medaglie antartici in onore di R. F. Thyer, un geofisico dell'ufficio risorse minerarie del ministero dell'energia e dello sviluppo australiano.